# Thuốc kháng histamin H1
Thuốc kháng histamin H1 còn được gọi là chẹn H1 là một loại thuốc ức chế động của histamine ở thụ thể H1 giúp giảm phản ứng dị ứng. Các thuôc các hiệu quả điều trị chính qua ức chế hoạt động của các receptor histamin được gọi là các thuốc kháng histamin; các thuốc khác có thể có hoạt tính antihistaminergic nhưng không phải là thuốc kháng histamin thật. 

### Tác dụng không mong muốn
Tác dụng không mong muốn của thuốc đang thường được gặp ở các thế hệ thuốc đầu tiên. Điều này là do tính kém chọn lọc cho thụ thể H1 và khả năng vượt qua hàng rào máu não của chúng.
Tác dụng không mong muốn phổ biến nhất là an thần; "tác dụng không mong muốn" được sử dụng trong nhiều đơn thuốc ngủ không kê đơn. Các tác dụng không mong muốn phổ biến khác ở thế hệ thuốc kháng histamin H1 đầu tiên bao gồm chóng mặt, ù tai, mờ mắt, hưng phấn, mất phối hợp, lo lắng, tăng thèm ăn hàng dẫn đến tăng cân, mất ngủ, run, buồn nôn và, nôn mửa, táo bón, tiêu chảy, khô miệng và ho. Tác dụng không mong muốn ít gặp bao gồm bí tiểu, tim đập nhanh, hạ huyết áp, nhức đầu, ảo giác, và rối loạn tâm thần.
Các thế hệ kháng histamin H1 mới hơn như thế hệ hai có tác dụng ức chế chọn lọc thụ thể histamine H1 ở ngoại vi hơn và dung nạp tốt hơn so với thế hệ đầu tiên. Tác dụng không mong muốn phổ biến nhất của thế hệ thứ hai bao gồm buồn ngủ, mệt mỏi, đau đầu, đau, buồn nôn và khô miệng.

## Quy định

### Thuốc không kê đơn
Các thuốc kháng thụ thể H1 được chấp thuận là thuốc bán không kê đơn, ít nhất là ở Hoa Kỳ, bao gồm:

#### Thế hệ đầu tiên (thuốc an thần)
Thường gặp/đang sử dụng:
- Brompheniramine (Dimetapp, Dimetane)
- Chlorpheniramine (Chlor-Trimeton)
- Dimenhydrinate (Dramamine, Gravol) – combination of diphenhydramine và 8-chlorotheophylline
- Diphenhydramine (Benadryl)
- Doxylamine (Unisom)

Ít phổ biến/ngưng sử dụng:
- Chlorcyclizine
- Dexbrompheniramine
- Dexchlorpheniramine
- Methapyrilene
- Phenindamine
- Pheniramine
- Phenyltoloxamine
- Pyrilamine
- Thenyldiamine
- Thonzylamine
- Triprolidine

#### Thế hệ thứ hai (không an thần)
- Cetirizine (Zyrtec)
- Loratadine (Alavert, Claritin)

#### Thế hệ thứ ba (không an thần)
- Desloratadine (Clarinex)
- Fexofenadine (Allegra)
- Levocetirizine (Xyzal)